# Johann Friedrich Oberlin

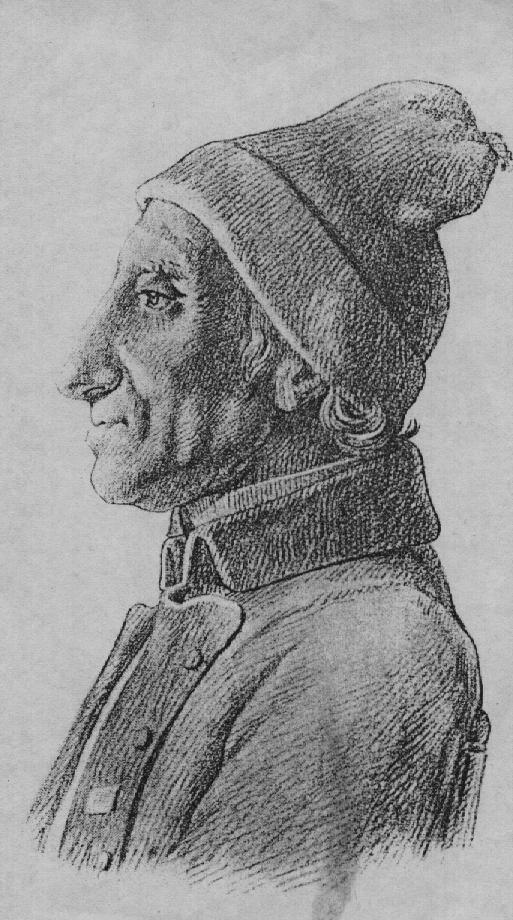
Oberlin

Johann Friedrich Oberlin (oft auch französisch Jean-Frédéric Oberlin) (* 31. August 1740 in Straßburg; † 1. Juni 1826 in Waldersbach) war ein evangelischer Pfarrer, Pädagoge und Sozialreformer aus dem Elsass; in der Frühpädagogik gilt er als Vordenker von Friedrich Fröbel und als einer der Väter des Kindergartens.

## Herkunft und Studium
Oberlin ist der jüngere Sohn von Johann Georg Oberlin (1701–1770), Lehrer am evangelischen Gymnasium von Straßburg, und Maria Magdalena (1718–1787), Tochter des Juristen Johann Heinrich Feltz. Der Philologe Jeremias Jakob Oberlin ist sein älterer Bruder.
Oberlin studierte zwischen 1755 und 1761 in seiner Heimatstadt Theologie und wirkte anschließend im Haushalt des Straßburger Arztes Daniel Gottlieb Ziegenhagen als Hofmeister und Hauslehrer. 1763 wurde Oberlin mit seiner Dissertation „De virium vivarum atque mortuarum mensuris“ zum Magister promoviert. Vier Jahre später bestand er mit dem Werk „De commodis et incommodis studii theologici“ („Die Vor- und Nachteile des Theologiestudiums“) sein theologisches Abschlussexamen.
In dieser Zeit machte Oberlin die Bekanntschaft mit dem Pfarrer und Sozialreformer Johann Georg Stuber. Durch dessen Vermittlung berief man ihn 1767 als Stubers Nachfolger zum Pastor in die evangelische Gemeinde Waldersbach, wo er dann 59 Jahre gelebt und gewirkt hat.

## Wirken in Waldersbach
Oberlin erkannte schnell die wirtschaftlichen, sozialen und persönlichen Nöte und Bedürfnisse seiner ländlichen Kirchgemeinde. Er verbesserte im Steintal den Obstbau, die Wiesen, die Bewässerungsanlagen, die Bodenqualität der Äcker und führte auch neues Saatgut und Anbautechniken ein. Er legte Brücken und Straßen an, die er mit den einheimischen Bauern selbst baute, um die eher abgelegene, hügelige Gegend zu erschließen. Er gründete – unterstützt von seinem Basler Freund Johann Lukas Legrand, dem Vater des Industriellen und Philanthropen Daniel Legrand – mehrere Industriebetriebe. Die Tuchweberei wurde als Heimarbeit verbreitet, Wohnunterkünfte und hygienische Verhältnisse verbessert. Auf seine Initiative hin entstanden auch Kleinkinderschulen, deren erste, die salle d'asile in Waldersbach, seine Haushälterin Louise Scheppler leitete. 1785 gründete Oberlin eine Leih- und Kreditanstalt. Mit deren Hilfe konnte 1813 eine Seidenband-Fabrik im Steintal angesiedelt werden.
Oberlins Erziehungsgrundsatz war: „Erzieht eure Kinder ohne zuviel Strenge … mit andauernder zarter Güte, jedoch ohne Spott.“ Er führte manuelle Tätigkeiten wie Stricken, Malen, Blätterpressen und -einkleben in der Schule ein, um die Konzentrationsfähigkeit und Fertigkeiten der Kinder zu erhöhen. Die dialektsprechenden Kinder erlernten die noch unbekannte französische Sprache und Schrift mittels Bilder, Gesang und Wiederholungen. Heimat-, Gesteins- und Pflanzenkunde wurden vermittelt. Er verfasste pädagogische Schriften und legte Sammlungen zu naturkundlichen Themen an. Spiele, Karten und Holzbuchstaben wurden als didaktische Elemente erkannt und eingeführt, Ausflüge zur körperlichen Betätigung eingesetzt. Um auch die Erwachsenen zu fördern, gründete er eine Leihbibliothek und landwirtschaftliche Vereine. Durch seine Ausbildungsstipendien und sein sozialpädagogisches Wirken eröffnete Oberlin auch Frauen einen Weg in die anerkannte Berufswelt.
Bei Oberlins Ankunft im Steintal lebten in den fünf Dörfern seiner Gemeinde knapp 100 Familien in ärmlichsten Zuständen; zu Beginn des 19. Jahrhunderts war die Bevölkerung bereits auf etwa 3000 Personen angewachsen. Die härteste Belastungsprobe bestand sein Sozialwerk in den Hungerjahren 1816 und 1817.
Mit über 85 Jahren starb Pfarrer Oberlin am 1. Juni 1826 in Waldersbach. Er fand seine letzte Ruhestätte auf dem Friedhof von Fouday (dt. Urbach) im Département Bas-Rhin. Oberlin wird bis heute in Frankreich verehrt.

## Museum
In Waldersbach (25, montée Oberlin) entwickelte sich aus dem Haus des Pfarrers Johann Friedrich Oberlin das heutige Museum Jean-Frédéric Oberlin. Es zeigt Bücher, Aufzeichnungen, Gemälde und Karten aus und über seine Zeit, zudem zahlreiche Spielzeuge. Von dort führt ein Wanderweg (45 Minuten) zum Friedhof von Fouday mit Oberlins Grabstätte. Oberlins Werk ist für das Museum Anlass für Kolloquien, Sonderausstellungen und Publikationen.

## Familie
Oberlin heiratete 1768 in Straßburg Magdalena Salomé Witter (1747–1783), eine Tochter des Professors Johann Jakob Witter und dessen Ehefrau Katharina Solome Link. Das Paar hatte neun Kinder, von denen zwei jung verstarben, darunter:
- Heinrich Gottfried (1778–1817), Mediziner

## Ehrungen und Benennungen

### Oberlin als Namensgeber
Nach Oberlin sind benannt:

Büste von Oberlin im Hof des Oberlin-Museums in Waldersbach

- das im Jahr 1833 gegründete Oberlin College und die gleichnamige Stadt in Ohio
- der 1871 gegründete Verein Oberlinhaus in Potsdam-Babelsberg, der mehrere Einrichtungen für Menschen mit Behinderung und Erkrankungen, eine orthopädische Klinik und eine Förderschule betreibt.[6] Die zugehörige Oberlinkirche besteht seit 1905.
- die J. F. Oberlin University in Tokio
- das Oberlin-Seminar in Berlin mit einer Berufsfachschule für Sozialwesen, einer Fachschule für Sozialpädagogik und einer Fachoberschule für Gesundheit und Soziales, Schwerpunkt Sozialpädagogik. Es wird von der Stephanus Bildung gGmbH betrieben.
- die Evangelische Friedrich-Oberlin-Fachoberschule in München-Pasing mit der 1970 gegründeten Friedrich-Oberlin-Stiftung
- die Oberlin-Schule in Homburg (Saar) als Förderschule für geistige Entwicklung (FgE Hom)[7]
- der Verein Oberlin e. V. in Ulm, der in der Kinder- und Jugendhilfe arbeitet
- evangelische Kindergärten in Berlin, Worms, in Olpe, in Bamberg, in Leonberg, in Fellbach, in Breisach am Rhein, in Lörrach und in Rödinghausen. In Neustadt an der Aisch, in Wörth am Rhein und in Berghausen gibt es jeweils sowohl nach Oberlin wie auch nach Louise Scheppler benannte Kindertagesstätten in evangelischer Trägerschaft.[8]
- Die Oberlinschule in Reutlingen ist ein Sonderpädagogisches Bildungs- und Beratungszentrum (SBBZ Reutlingen) – in freier Trägerschaft der BruderhausDiakonie mit dem Förderschwerpunkt soziale und emotionale Entwicklung.

### Gedenktag
Die Evangelische Kirche in Deutschland hat mit dem 2. Juni einen Gedenktag für Oberlin im Evangelischen Namenkalender eingerichtet. Seit dem 1. November 2017 gehört das Oberlin-Seminar zur diakonischen Stephanus-Stiftung.

### Literarische Verarbeitung
Georg Büchner setzte ihm ein literarisches Denkmal in seiner Erzählung Lenz.

## Schriften (Auswahl)
- De virium vivarum atque mortuarum mensuris. Straßburg 1763.
- De commodis et incommodis studii theologici. Straßburg 1767.
- Johann Friedrich Oberlins, Pfarrer im Steintal, vollständige Lebensgeschichte und gesammelte Schriften. Hrsg. von Dr. Hilpert, Stöber und Anderen. Mit Berücksichtigung aller Hülfsmüttel zusammengestellt und übertragen von W. Burckhardt, Pfarrer. 4 Teile, Stuttgart 1843